# Paepalanthus comosus
Paepalanthus comosus är en gräsväxtart som beskrevs av Silveira. Paepalanthus comosus ingår i släktet Paepalanthus och familjen Eriocaulaceae. Inga underarter finns listade i Catalogue of Life.